# Eosentomon tankoktongi
Eosentomon tankoktongi är en urinsektsart som beskrevs av Imadaté 1965. Eosentomon tankoktongi ingår i släktet Eosentomon och familjen trakétrevfotingar. Inga underarter finns listade i Catalogue of Life.